# Антиохийская православная архиепископия Северной Америки
Антиохи́йская Правосла́вная Архиепископи́я Се́верной Аме́рики (англ. Antiochian Orthodox Christian Archdiocese of North America, араб. الأبرشية الأنطاكية الأرثوذكسية في أمريكا الشمالية‎) — архиепископия с особым статусом в составе Антиохийского патриархата, объединяющая приходы на территории США и Канады.

## История
Отсчитывает свою историю с появления на американском континенте арабских приходов, которые до 1917 года, как и прочие православные приходы, находились в юрисдикции Русской православной церкви. В 1904 году было образовано викарное епископство для окормления православных арабов, которое возглавил епископ Рафаил (Хававини).
После большевистской революции произошёл разлад в единой православной церкви Америки, последовала масса расколов, главным образом по национальному признаку. Предъявила свои претензии на арабские православные приходы и Антиохийская патриархия, приславшая в конце 1918 года епископа Германа (Шехади). Часть приходов ушла к нему, часть осталась в Русской Церкви, образовался первый раскол арабского православия в Америке, продолжавшийся до 1975 года. Арабские приходы Русской Церкви, впоследствии подчинявшиеся обособившейся Северо-Американской митрополии, оказались под управлением Евфимия (Офеша), который вынашивал планы образования Американской Православной церкви, но в итоге образовал из своих приходов неканоническую «Американскую православную кафолическую церковь».
К 1933 году трое арабских епископов умерли, а Евфимий был лишён сана, и Антиохийская патриархия в надежде объединить все приходы прислала нового епископа, который однако уже в следующем году также умер.
Антиохийской патриархии удалось договориться с Русской Северо-Американской митрополией о переходе всех арабских епархий под её омофор, однако намеченное рукоположение двух епископов в 1936 году обернулось новым расколом. Вместо того, чтобы рукоположить одного из них в качестве викарного епископа, иерархи РПЦЗ, в состав которой тогда вошла Северо-Американская митрополия, рукоположили его Архиепископом Толедским, и он образовал собственную независимую церковь.
В 1961 году было создано викариатство западного обряда.
Только 24 июня 1975 года митрополит Филипп (Салиба) Антиохийской Архиепархии Нью-Йорка и митрополит Михаил (Шахин) Антиохийской Архиепархии Толедо (Огайо) подписали Статьи о воссоединении — документ, восстановивший административное единство среди антиохийских православных в США и Канаде; При этом Толедская кафедра становилась викарной. 19 августа 1975 года Статьи были утверждены Синодом Антиохийского Патриархата.
31 мая 1978 года глава митрополит Филипп (Салиба) приобрёл 280 акров (1,1 км2) земли в боро Боливар, штат Пенсильвания, где была устроена «Антиохийская деревня». Там стали проводить летние детские лагеря, епархиальные конференции и разного рода православные встречи.
Американская Антиохийская епархия активно занималась миссионерством и просветительской деятельностью, что вкупе с ассимиляцией арабских эмигрантов превратило её по сути в американскую церковь. Так, большинство клира Антиохийской архиепископии — американцы, а не арабы-эмигранты или их прямые потомки.
В начале 2000-х годов начались переговоры о предоставлении автономии Антиохийской архиепископии в Северной Америке, на чём настаивал её глава митрополит Филипп (Салиба).
В 2001 году верующие Антиохийской православной архиепископии подавляющим большинством проголосовали за предоставление им автономии.
14 июня 2002 года Священный Синод Антиохийской православной церкви принял решение о предоставлении автономии, создав специальный комитет в составе шести митрополитов, который должен был обсуждать практические вопросы предоставления автономии.
9 октября 2003 решением Священного Синода Антиохийской православной церкви было предоставлено самоуправление. На тот момент архиепископия имела четырёх викарных епископов, 159 приходов, 35 миссий, около 400 священников и диаконов.
В 2004 году архиепископия была разделена на девять епархий.
На 2005 года насчитывала 236 приходов, в том числе 38 миссий. Число верующих варьируется (в зависимости от подсчетов) от 50 тысяч до 380 тысяч человек. В 2014 году скончался многолетний предстоятель Антиохийской американской архиепископии митрополит Филипп (Салиба). На тот период в церкви действовали 266 приходов и миссий.

## Первоиерархи
- Виктор (Абу-Ассали) (11 сентября 1924 — 19 апреля 1934)
- Антоний (Башир) (19 апреля 1936 — 19 февраля 1966)
- Илия (Корбан) (февраль — август 1966) в/у, митр. Триполийский
- Филипп (Салиба) (14 августа 1966 — 19 марта 2014)
- Силуан (Муси) (20 марта — 3 июля 2014) в/у, митр. Буэнос-Айресский
- Иосиф (аз-Зехлауи) (3 июля 2014 — 17 октября 2022[4])
- Савва (Эспер) (с 23 февраля 2023)

## Епархии
- Архиепископальный округ
- Епархия Оттавы
- Епархия Окленда
- Епархия Вичиты
- Епархия Толедо
- Епархия Игл-Ривер
- Епархия Ворчестера
- Епархия Майами
- Епархия Лос-Анджелеса